# Territorio de Orleans
El Territorio de Orleans fue un territorio organizado de los Estados Unidos, que existió desde el 1 de octubre de 1804 hasta el 30 de abril de 1812, fecha en que Luisiana se convirtió en un nuevo estado.
En 1804, todo el territorio al sur del paralelo 33° de la Compra de Luisiana se convirtió en el Territorio de Orleans y el resto se convirtió en el Distrito de Luisiana.  (El Distrito de Luisiana fue renombrado más tarde como Territorio de Luisiana, y acto seguido, cuando el Territorio de Orleans se convirtió en el Estado de Luisiana, el Territorio de Luisiana fue renombrado como Territorio de Misuri.)
La Ley Orgánica de 1804 también creó el Tribunal de Distrito de los Estados Unidos para el Distrito de Orleans, la única asamblea que ha proporcionado a un territorio con un Tribunal de Distrito igual en sus autoridades y jurisdicción a aquellos de los estados.  La asamblea también estableció el Tribunal Superior para el Territorio de Orleans cuyos tres jueces formaban el Tribunal Territorial Superior.
El 10 de abril de 1805, la Legislatura Territorial organizó 12 condados (comenzando por la parte baja del sudeste hacia el Oeste y el Norte): Condado de Orleans, Condado de LaFourche, Costa Alemana, Condado de Acadia, Condado de Iberville, Condado de Attakapas, Condado de Pointe Coupée, Condado de Opelousas, Condado de Rapides, Condado de Concordia, Condado de Natchitoches y Condado de Ouachita.  Las Parroquias de Florida en la ribera Este del Misisipi no fueron incluidas en el Territorio de Orleans en este tiempo, pues estaban en el territorio español de la Florida Occidental hasta que fueron anexados en 1810.  La frontera occidental con el Texas español no fue totalmente definida hasta el Tratado de Adams-Onís en 1819.  Una franja de tierra conocida como la Zona Neutral entre el río Sabina y el arroyo Hondo justo al Este del río Sabine sirvió como zona neutral de tierra aproximadamente desde 1807 a 1819.
El Territorio de Orleans fue el sitio de la rebelión de esclavos más grande en la historia estadounidense, el levantamiento de la Costa Alemana de 1811.

## Líderes y representantes
William C. C. Claiborne fue el único gobernador designado del Territorio de Orleans. Más tarde se convirtió en el primer gobernador del estado de Luisiana.
Había dos Secretarios Territoriales, James Brown (senador) (1804–1807) y Thomas Bolling Robertson (1807–1811).  Daniel Clark se convirtió en el primer Delegado Territorial al Congreso de los Estados Unidos, en diciembre de 1806.
Los jueces del Tribunal Superior fueron  John Bartow Prevost (1804-1808), Ephraim Kirby (1804) (murió de camino a Nueva Orleans), Peter Stephen Duponceau (1804) (rehusó la oferta del presidente Thomas Jefferson), William Sprigg (1805-1807), George Mathews hijo (1805-1813), Joshua Lewis (1807-1813) y Francois Xavier Martin (1810-1813). El juez Dominic Augustin Hall era el Juez de Distrito Federal del Territorio.

## Territorios que comprendía
- Los territorios españoles que abarcaban la tierra que más tarde serían parte del Territorio de Orleans:
  - Florida, 1565-1763
  - Texas, 1690-1821
  - Luisiana, 1764-1803
  - Florida Occidental, 1783-1821
- Los territorios franceses que abarcaban la tierra que más tarde serían parte del Territorio de Orleans:
  - Luisiana (La Louisiane), 1682-1764 y 1803
- Los territorios británicos que abarcaban la tierra que más tarde serían parte del Territorio de Orleans:
  - Florida Occidental (West Florida), 1763-1783
- Los territorios estadounidenses que abarcaban la tierra que más tarde serían parte del Territorio de Orleans:
  - Compra de la Luisiana, 1803-1804
- Los territorios de estados que abarcan la tierra que una vez formaron parte del Territorio de Orleans: 
  - Luisiana, 1812
  - Texas, 1845